# Matías Vásquez
Matías Alonso Vásquez Poblete (12 gennaio 2003) è un calciatore cileno, difensore del Magallanes.

## Carriera

### Club
Vásquez è cresciuto nel settore giovanile del Magallanes dove ha debuttato il 12 gennaio 2021 nell'incontro di Primera B vinto 2-0 contro il Dep. Santa Cruz. Ha segnato il suo primo gol il 29 settembre 2022 in Copa Chile contro il Cobreloa.

### Nazionale
Nel gennaio del 2023, è stato incluso dal selezionatore Patricio Ormazábal nella lista dei convocati della nazionale Under-20 per il Campionato sudamericano di calcio Under-20 2023 organizzato in Colombia.

## Statistiche
Statistiche aggiornate al 26 aprile 2024.

### Presenze e reti nei club
| Stagione        | Squadra         | Campionato      | Campionato | Campionato | Coppe nazionali | Coppe nazionali | Coppe nazionali | Coppe continentali | Coppe continentali | Coppe continentali | Altre coppe | Altre coppe | Altre coppe | Totale | Totale | Totale |
| Stagione        | Squadra         | Comp            | Pres       | Reti       | Comp            | Pres            | Reti            | Comp               | Pres               | Reti               | Comp        | Pres        | Reti        | Pres   | Reti   |        |
| --------------- | --------------- | --------------- | ---------- | ---------- | --------------- | --------------- | --------------- | ------------------ | ------------------ | ------------------ | ----------- | ----------- | ----------- | ------ | ------ | ------ |
| 2020            | Magallanes      | B               | 1          | 0          | CC              | 0               | 0               |                    | -                  | -                  |             | -           | -           | 1      | 0      |        |
| 2021            | Magallanes      | B               | 0          | 0          | CC              | 0               | 0               |                    | -                  | -                  |             | -           | -           | 0      | 0      |        |
| 2022            | Magallanes      | B               | 0          | 0          | CC              | 5               | 1               |                    | -                  | -                  |             | -           | -           | 5      | 1      |        |
| 2023            | Magallanes      | A               | 19         | 0          | CC              | 8               | 0               | CL+CS              | 2+4                | 1+0                | SC          | 0           | 0           | 33     | 1      |        |
| 2024            | Magallanes      | B               | 9          | 0          | CC              | 0               | 0               |                    | -                  | -                  |             | -           | -           | 9      | 0      |        |
| Totale carriera | Totale carriera | Totale carriera | 29         | 0          |                 | 13              | 1               |                    | 6                  | 1                  |             | 0           | 0           | 48     | 2      |        |

## Palmarès

### Club

#### Competizioni nazionali
- Primera B: 1

Magallanes: 2022
- Copa Chile: 1

Magallanes: 2022
- Supercopa de Chile: 1

Magallanes: 2023